# Drop (zwyczajny)
Drop (zwyczajny), drop wielki (Otis tarda) – gatunek dużego ptaka z rodziny dropi (Otididae), będący jedynym przedstawicielem rodzaju Otis. Zagrożony wyginięciem.

## Etymologia
Nazwa rodzajowa: łacińskie otis, otidis – drop; greckie ωτις ōtis, ωτιδος ōtidos – drop z długimi piórami usznymi.
Epitet gatunkowy: łacińskie tarda – hiszpańska nazwa dla dropia.

## Występowanie
Zasięg występowania jest inny dla każdego z dwóch podgatunków:
- Otis tarda tarda – Europa Środkowa i Wschodnia, Azja Zachodnia i Środkowa; izolowane populacje na Półwyspie Iberyjskim, w północnym Maroku i środkowej Mongolii. W zależności od miejsca występowania osiadły lub wędrowny. W Polsce dawniej skrajnie nielicznie gniazdował, ostatni lęg odnotowano w 1986 w woj. zachodniopomorskim[10][11]. Obecnie zalatuje. Trwają próby reintrodukcji, również w innych krajach, np. w Wielkiej Brytanii, gdzie został wytępiony około 200 lat temu.
- Otis tarda dybowskii – Azja Wschodnia – Mongolia po wschodnią Syberię i północno-wschodnie Chiny. Zimuje w środkowych i wschodnich Chinach.

Oba podgatunki zasiedlają stepy i pola zbóż, lucerny oraz rzepaku. Wymagają obszarów o niskiej roślinności w okresie toków oraz obszaru bez lasu w promieniu kilku kilometrów.

## Morfologia
Dorosłe samce osiągają 95–102 cm długości ciała, masę ok. 10–16 kg, rozpiętość skrzydeł 210–226 cm. Samce dropia, obok samców zamieszkującego Afrykę dropia olbrzymiego, należą do najcięższych ptaków latających świata. Dorosłe samice osiągają 79–85 cm długości ciała, masę 5–6 kg, rozpiętość skrzydeł 168–173 cm. Gatunek ten cechuje dymorfizm płciowy (jak u większości dropi), przejawiający się różnicami w wielkości oraz ubarwieniu (samca wyróżnia biaława „broda”, jasnokasztanowe upierzenie na piersi, a także czarno-białe pióra na dolnych partiach ciała). Samiec znacznie większy i cięższy od samicy, w szacie godowej ma wierzch ciała rdzawy z poprzecznym, czarnym prążkowaniem. Głowa i szyja szare, na karku i wolu rdzawa opaska. Spód i boki białe. Po bokach dzioba jasnoszare pęczki piór tworzą charakterystyczne „wąsy”. Samiec w szacie spoczynkowej i samica nie mają „wąsów”, a jedynie jasnoszarą plamę na podgardlu. Brak również rdzawego koloru na wolu. Samiec osiąga ostateczną szatę w 3–4 roku życia. Młodociane podobne do samicy, ale bardziej szarawe. Podgatunek azjatycki O. t. dybowskii bledszy.

## Ekologia

### Gniazdo
Drop buduje gniazdo na ziemi, w zagłębieniach na łące lub polu.

### Jaja

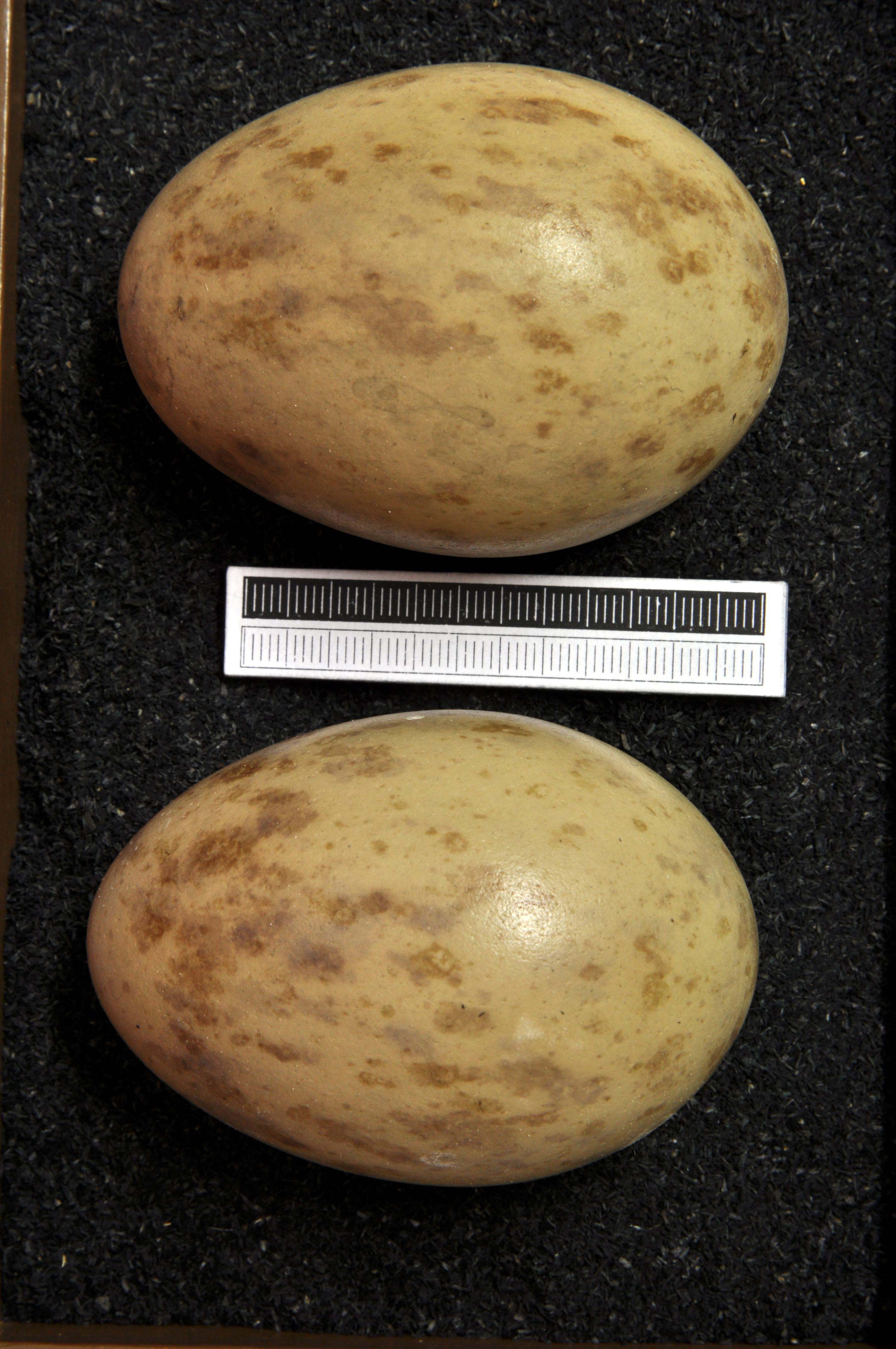
Jaja z kolekcji muzealnej

W ciągu roku wyprowadza jeden lęg, składając w kwietniu – lipcu 2 jaja o średniej masie 135 g. W odniesieniu do średniej masy ciała samicy (5500 g) jaja są stosunkowo lekkie – masa jednego jaja stanowi jedynie 2,45% masy ciała samicy, zaś masa średniego zniesienia z 2 jaj – 4,9% masy ciała samicy. Jest to jedna z najniższych wartości wśród ptaków europejskich.

### Wysiadywanie, pisklęta

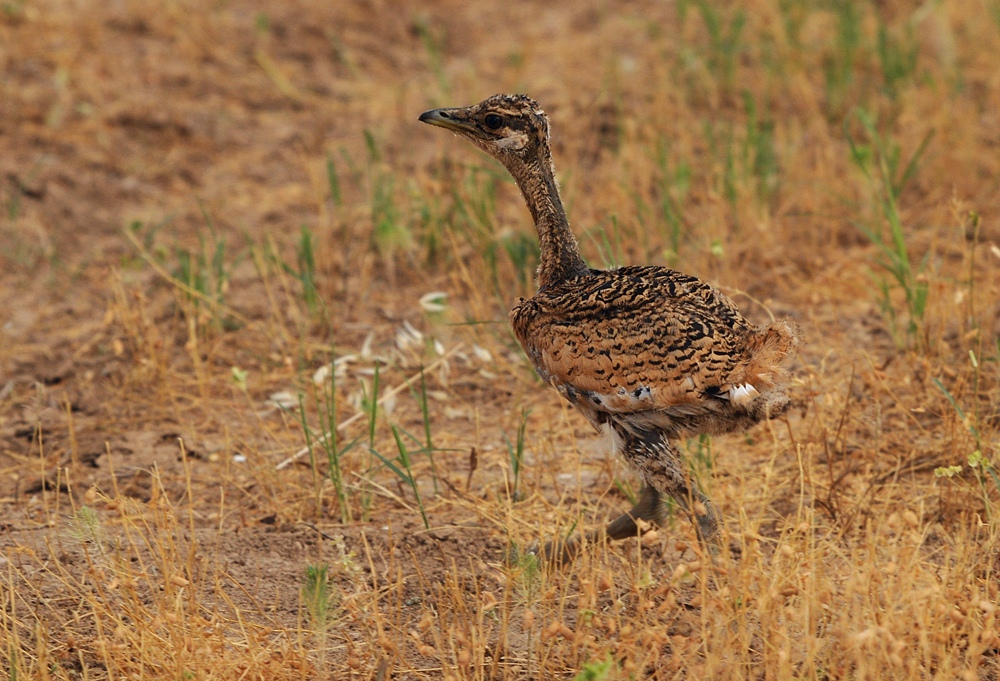
Osobnik młodociany

Jaja wysiadywane są przez okres 23 do 28 dni przez samice. Pisklęta opuszczają gniazdo po 6 tygodniach. Pisklętami opiekuje się wyłącznie samica, samiec może w jednym sezonie zapłodnić kilka samic.

### Pożywienie
Delikatne pędy i nasiona wielu roślin, owady i drobne kręgowce. Latem dieta ptaków jest bardziej urozmaicona, a zimą składa niemal wyłącznie z pędów roślin, przede wszystkim uprawianych na zielonkę.

## Status i ochrona
IUCN od 2023 roku klasyfikuje dropia jako gatunek zagrożony (EN, Endangered); wcześniej – od 1994 miał status gatunku narażonego (VU, Vulnerable). W 2014 roku liczebność światowej populacji szacowano na 43 847 – 56 695 osobników. Globalny trend liczebności populacji uznawany jest za spadkowy.

### Drop w Polsce
W Polsce objęty ochroną gatunkową ścisłą. Wymaga ochrony czynnej. Na Czerwonej liście ptaków Polski został sklasyfikowany jako gatunek wymarły regionalnie (RE). Przyczynami wyginięcia dropia są:
- presja antropogeniczna (używanie maszyn i środków chemicznych w rolnictwie, budowa sieci linii przesyłowych, zwiększona penetracja ludzka pól)
- dawniejsze polowania i kłusownictwo, które eliminowały najwartościowsze samce[10].

Od XVII do XIX wieku drop gnieździł się na znacznych obszarach kraju, ale pod koniec XIX w. ptak ten zaczął znikać z rejonów wschodnich; ostatnia informacja z 1889 r. pochodzi z Mazur. W latach trzydziestych XIX wieku dropie gnieździły się na Mazurach w okolicy: Pisza, Giżycka, Szczytna, Działdowa, Iławki, Gołdapi, Darkiejm i Węgorzewa. W latach 30. XX w. odnotowano około 600–700 osobników na terenie województw zachodnich. W 1958 r. – 432 sztuki. W latach 1962–1979 gatunek występował już tylko w okolicach Pyrzyc i Słubic (1962 – 305 sztuk, 1975 – 123 sztuki, 1979 – 25 sztuk). W 1980 roku odnotowano jedynie 16 ptaków na 4 stanowiskach lęgowych. W 1986 r. tylko na jednym stanowisku w Parnicy koło Pyrzyc.
W latach 1974–1980 w Siemianicach działała pierwsza doświadczalna stacja hodowli dropi przy Akademii Rolniczej w Poznaniu (obecnie Uniwersytet Przyrodniczy). Jej zadaniem było przyjmowanie zagrożonych zniszczeniem lęgów z terenów rolniczych, inkubacja jaj, wychów i karmienie piskląt oraz dopracowanie metod hodowli dropi w warunkach półwolnych, by ostatecznie wypuścić na wolność. W stacji wykluło się 17 ptaków z 28 zagrożonych zniszczeniem jaj, przejętych z terenów rolniczych. Wiek jednego roku osiągnęło 11 osobników, 2 lat – 8, a 4 lat tylko 2 ptaki. Najwyższy stan liczbowy – 13 ptaków – w Siemianicach osiągnięto w 1980 roku. 13 grudnia 1980 roku nieznani sprawcy zabili 9 ptaków z hodowli, a dwa lata później kolejne dwa. Ocalałe ptaki przeniesiono do stacji w Stobnicy. W 1986 r. z uratowanych 4 ptaków, żyły ostatnie 2 dropie. W 1989 roku padł ostatni polski drop.
Na przełomie 2015 i 2016 roku dropia zaobserwowano w Małopolsce na polach uprawnych między Cichawą a Grodkowicami, a w 2018 – we wschodniej części woj. zachodniopomorskiego (samica urodzona w Niemczech), prawdopodobnie nie były to jednak osobniki gniazdujące i dlatego drop, zgodnie ze statusem w Polskiej Czerwonej Księdze Zwierząt, nadal jest uważany za zanikłego na terenie Polski.